# ضدویروس نورتون
ضدویروس نورتون (به انگلیسی: Norton AntiVirus)، نرم‌افزاری است که توسط شرکت سیمانتک برای پیشگیری از ورود بدافزارها به رایانه‌ها و پاکسازی آن‌ها ارائه شده‌است. این ضدویروس با استفاده از پایگاه داده‌های خود و تحلیل اکتشافی، ویروس‌ها را شناسایی می‌کند. از دیگر ویژگی‌های این نرم‌افزار می‌توان به مسدودکننده هرزنامه‌های ایمیلی و حفاظت در برابر فیشینگ اشاره کرد. ضدویروس نورتون بر روی سیستم‌عامل‌های ویندوز و مکینتاش اجرا می‌شود و نسخه‌های ۲۰۰۶ تا ۲۰۰۹ آن (برخلاف نسخه ۲۰۱۰ آن که به صورت معمولی بر روی ویندوز ۷ اجرا می‌شود) فقط با استفاده از یک بسته به‌روزرسانی بر روی ویندوز ۷ قابل اجرا هستند. 

## نسخه‌های ویرایش ویندوز
در آگوست ۱۹۹۹ سیمانتک شرکت رایانه‌ای پیتر نورتون را از پیتر نورتون خریداری کرد. نورتون و شرکتش ابزار و برنامه‌های متعددی را برای سیستم‌عامل داس ارائه کرده بودند از جمله یک برنامه ضدویروس. سیمانتک توسعه تکنولوژی خریداری شده را ادامه داد و این تکنولوژی تحت نام «نورتون» و در کنارعنوان «محصولی از سیمانتک» به بازار عرضه گردید. با توجه به فروش ۳٫۶میلیون نسخه جعلی از محصولات نورتون در بازار محصولات امنیتی، سیمانتک از نسخه ۲۰۰۴ ضدویروس نورتون به بعد، شیوه «فعال‌سازی محصول» را برای فروش این محصولات معرفی کرد. 

### نسخه ۲۰۰۶
در این نسخه گرافیک محیط کاربری آن دوباره طراحی شد. بنا به اعلام سایت سی‌نت در بخش مرکز محافظت نورتون که قسمتی از این ضدویروس بود محصولات دیگر نورتون تبلیغ می‌شد. همچنین بخش محافظت در برابر هیجاکرها که تنظیمات مرورگر اینترنت اکسپلورر را تغییر می‌دادند در این نسخه به امکانات این ضدویروس اضافه شد.

### نسخه ۲۰۰۷
این نسخه در ۱۲ سپتامبر ۲۰۰۷ منتشر شد. هدف سیمانتک در این نسخه کاهش مصرف منابع سیستمی توسط این ضدویروس و در نتیجه افزایش سرعت رایانه‌ها بود. این نسخه با ویندوز تازه ارائه شده ویستا کاملاً مطابقت داشت و در حدود ۸۰ درصد کدهای آن دوباره‌نویسی شده بود. ویژگی‌های اضافه شده به این نسخه شامل رابط کاربری جدید، عدم نیاز به باز کردن پنجره جدید برای دسترسی به بخش مرکز محافظت نورتون و تنظیمات مربوط به آن و قسمت شناسایی روت کیت‌ها با استفاده از تکنولوژی خریداری شده از شرکت وریتاس بود. 

### نسخه ۲۰۰۸
این نسخه در ۲۷ آگوست ۲۰۰۷ منتشر شد. ویژگی سونار برای شناسایی بدافزارها از طریق بررسی رفتار آن‌ها و محافظت بلادرنگ در برابر اکسپلویت‌ها از ویژگی‌های جدید اضافه شده به این نسخه بود.

### نسخه ۲۰۰۹
در تاریخ ۸ سپتامبر ۲۰۰۸ ارائه شد و برای افزایش کارایی بیشتر در حدود ۳۰۰ تغییر داشت. از جمله ویژگی‌های جدید آن یک نشانگر مصرف سی‌پی‌یو بود که در قسمت اصلی رابط کاربری ضدویروس قرار داشت. 

### نسخه ۲۰۱۰
این نسخه جدیدترین نسخه ضدویروس نورتون است که در سپتامبر ۲۰۰۹ منتشر شد. قابلیت‌های جدید آن شامل سونار۲ که نسخه جدیدی از ویژگی سونار است و ویژگی اتواسپای است.

## نسخه‌های ویرایش مکینتاش
ضدویروس نورتون نسخه ۱۱ برای مک اواس ۱۰٫۵ (لئوپارد) ارائه شد و قابلیت شناسایی بدافزارهای قابل اجرا بر روی سیستم‌عامل‌های مکینتاش و ویندوز را با استفاده از یک ماشین مجازی دارد. دیگر ویژگی آن اسکنر آسیب‌پذیری است که مانعی برای حملات هکرهایی است که از کدها و نرم‌افزارهای اکسپلویت برای تسلط بر سیستم استفاده می‌کنند. این نرم‌افزار همچنین قابلیت اسکن درون فایل‌های فشرده شده و آرشیوی را دارد. 